# Howlin’ Wolf
Chester Arthur Burnett, ismert művésznevén Howlin’ Wolf („Üvöltő farkas”) (White Station, Mississippi, 1910. június 10. – Chicago, Illinois, 1976. január 10.) amerikai blues énekes, gitáros és harmonikás.

## Élete
Chester Arthur Burnett néven született egy hatgyermekes családban, a Mississippi állambeli West Point közelében lévő White Stationben. Egy gyapotültetvényen dolgozott, ehhez minden adottsága megvolt: a testmagassága mintegy 198 cm, a testsúlya pedig 136 kg. Először nem a blues-t, hanem a countryt szerette meg. Gitározni Charley Patton, szájharmonikázni pedig a sógora, Sonny Boy Williamson II – polgári nevén Rice Miller – tanította. 13 éves korában a szülei szakítottak, az édesanyjánál maradt, de ő kidobta a házból, mert nem volt hajlandó az ültetvényen dolgozni. A nagybátyjához ment, aki viszont rosszul bánt vele, és több mint 130 kilométer gyaloglás után megérkezett az édesapjához.
Megszerette a blues-t, és az 1930-as években Floyd Jones, Johnny Shines, Honeyboy Edwards, Sonny Boy Williamson II, Robert Johnson, Robert Jr. Lockwood, Willie Brown, Son House és Willie Johnson voltak a zenésztársai.
1941. április 9-én besorozták, több helyen is szolgált, de a tengeren túl soha nem járt. 1943. november 3-án leszerelt, és visszatért a családjához.
1948-ban zenekart alapított, melynek a tagjai: Willie Johnson (gitár), Matt "Guitar" Murphy (gitár), Junior Parker (szájharmonika) és Willie Steele (dobok). West Memphisben (Arkansas) a KWEM rádióban ő volt az első szereplő mindaddig, amíg Sam Phillips producer 1951-ben felfedezte őt. Nem esett abba a csapdába, mint sok zenésztársa: elkerülte az alkoholt, a szerencsejátékokat és a laza erkölcsű nőket. Bár funkcionális analfabéta volt (rosszul írt és olvasott), a negyvenes éveiben volt ereje ahhoz, hogy visszatérjen az iskolába, és felépítse a karrierjét. Ebben segítségére volt a felesége, Lillie, akivel egy chicagói klubban ismerkedett meg. Az üzleti sikerek nem csak a család jólétét biztosították, hanem a zenekar tagjai is tisztességes fizetést és egészségbiztosítást kaptak.

## Életpályája

### Az 1950-es évek
Howlin 'Wolf hamarosan egy zenekarban kezdett játszani, amelynek Willie Johnson blues-gitáros és Pat Hare rockabilly-gitáros is tagja volt. Az első felvételei 1951-ben a magyar származású Bihari fivérek Modern Records és Leonard Chess Chess Records kiadójánál egyaránt megjelentek. A Saddle My Pony című dalban Ike Turner (Tina Turner volt férje és partnere az Ike & Tina Turner-duóban) volt a zongorista, aki átviszi Howlin’ Wolfot a Tennessee állambeli Memphisben lévő Sun Recordhoz. 1952-ben Howlin’ Wolf Chicagóban (Illinois) telepedett le, ahová viszonylag gazdagon érkezik Memphisből: ”Én voltam az egyedüli, aki úriemberként jöttem fel délről. – jelentette ki büszkén.
Muddy Waters segítségével talált munkát, és zenekart alapított, amelynek tagjai különböző időpontokban Jody Williams, Hubert Sumlin, az afroamerikai Otis "Big Smokey" Smothers és az öccse, Little Smokey Smothers gitárosok, Jimmy Rogers énekes-harmonikás és Buddy Guy gitáros-énekes. 1959-ben megjelent az első albuma, a Moanin in the Moonlight, amely összeállítás az addigi kislemezeiből.

### Az 1960-as és 1970-es évek
1962-ben jelent meg a nagy hatású blues-albuma, a Howlin 'Wolf, rajta a „Wang Dang Doodle”-lal, a „Goin' Down Slow”-val, a „Spoonful”-lal és a „Little Red Rooster”–rel. 
 1964-ben Európában turnézott 
 1967 szeptemberében Bo Diddleyvel és Muddy Waters–szel dolgozott együtt a The Super Super Blues Band albumon. 
 1969-ben – a pletyka szerint – megpróbálta megakadályozni, hogy Muddy Waters ne léphessen fel a Ann Arbor Blues Festivalon. 1970 májusában Howlin 'Wolf Hubert Sumlinnal , Jeff Ponty harmonikással Londonba utazott, ahol többek között Eric Clapton, Steve Winwood, Ian Stewart, Bill Wyman, Charlie Watts közreműködésével a Chess Records kiadó felvette a Howlin 'Wolf London Sessions' albumot. Az utolsó albumát, a Back Door Wolfot 1973-ban rögzítette a Chess.
Howlin' Wolf egészségi állapota az 1960-as, 1970-es években fokozatosan romlott. Több szívinfarktuson esett át, 1970-ben pedig egy autóbalesetben súlyosan megsérült a veséje. Hinesban (Illinois állam) halt meg 1976. január 10-én. Chicagóban. Az Oakridge Cemeteryben temették el.

## Emlékezete
A sírkövét állítólag egykori tanítványa, Eric Clapton vásárolta. A sírkőre művészneve és családi neve, valamint egy gitár van vésve. Emlékére szülőhelyén minden évben megrendezik a Howlin' Wolf Memorial Blues Festivalt.

## Dalai
A dalai – melyeknek nagy részét Willie Dixon szerezte – nagy hatással voltak a The Doors, a The Rolling Stones, a The Yardbirds és a Led Zeppelin együttesekre. Az egyik legnagyobb rajongója Mick Jagger.
A leghíresebb dalai: Smokestack Lightnin, Back Door Man, Killing Floor, Spoonful, Goin' Down Slow, Little Red Rooster.

## Díjak, jelölések, elismerések

### Grammy Hall of Fame Award
- 1999: Smokestack Lightning kislemez, Chess Records, 1956,

### Rock and Roll Hall of Fame
- Smokestack Lightning
- Spoonful
- The Red Rooster

### The Blues Foundation Awards

#### Nyertes
- 1987: Moanin’ int the Moonlight,
- 1988: Killing Floor: Masterworks Vol.5.5,
- 1992: The Chess Box – Howlin’ Wolf.

#### Jelölt
1981-ben, 1989-ben, 1990-ben, 1995-ben és 2004-ben.

### Bélyeg
1994. szeptember 17-én a US Post Office 29 centes bélyeget adott ki Howlin 'Wolf emlékére.

## Diszkográfia
- 1959: Moanin' in the Moonlight
- 1962: Howlin' Wolf Sings the Blues
- 1962: Howlin' Wolf
- 1964: 'Rockin' The Blues – Live In Germany
- 1966: The Real Folk Blues
- 1966: Live In Cambridge
- 1966: The Super Super Blues Band
- 1967: More Real Folk Blues
- 1969: The Howlin' Wolf Album
- 1971: Message to the Young
- 1971: Going Back Home
- 1971: The London Howlin' Wolf Sessions
- 1972: Live and Cookin' (At Alice's Revisited)
- 1973: Evil – Live at Joe's Place
- 1973: The Back Door Wolf
- 1974: London Revisited
- 1975: Change My Way

## Fordítás
- Ez a szócikk részben vagy egészben  a   Howlin'Wolf című angol Wikipédia-szócikk fordításán alapul.  Az eredeti cikk szerkesztőit annak laptörténete sorolja fel. Ez a jelzés csupán a megfogalmazás eredetét és a szerzői jogokat jelzi, nem szolgál a cikkben szereplő információk forrásmegjelöléseként.

## YouTube
- Goin' Down Slow – Howlin' Wolf (a videó végén látszik az énekes sírköve)

## További információ
- Hivatalos oldal
- Howlin’ Wolf az Internet Movie Database-ben (angolul)
- Howlin’ Wolf a Rotten Tomatoeson (angolul)